# 津田信綜
津田 信綜（つだ のぶふさ？）は、江戸時代中期の尾張藩士。家紋は織田木瓜。

## 略歴
岩倉織田氏の系統・津田信明の嫡男として誕生。
正徳3年（1713年）、父が病気により隠居し、家督相続する（1000石、普請組寄合）。享保10年（1725年）、大番頭となる。
嫡子がなく、妹の子・信栄を養嗣子として家督相続させた。
享保19年（1734年）7月18日、病没。享年38。